# 30e cérémonie des Boston Society of Film Critics Awards
La 30e cérémonie des Boston Society of Film Critics Awards, décernés par la Boston Society of Film Critics, a eu lieu le 13 décembre 2009, et a récompensé les films réalisés dans l'année.
Démineurs a, pour la première fois depuis la création des BSFC Awards, remporté cinq récompenses.

## Palmarès

### Meilleur film
- Démineurs (The Hurt Locker)
  - A Serious Man

### Meilleur réalisateur
- Kathryn Bigelow pour Démineurs (The Hurt Locker)

### Meilleur acteur
- Jeremy Renner pour le rôle du Sergent William James dans Démineurs (The Hurt Locker)

### Meilleure actrice
- Meryl Streep pour le rôle de Julia Child dans Julie et Julia (Julie and Julia)
  - Gabourey Sidibe pour le rôle de Nic dans Tout va bien ! The Kids Are All Right (The Kids Are All Right)

### Meilleur acteur dans un second rôle
- Christoph Waltz pour le rôle du colonel Hans Landa dans Inglourious Basterds
  - Stanley Tucci pour le rôle de Paul Child dans Julie et Julia (Julie and Julia)

### Meilleure actrice dans un second rôle
- Mo'Nique pour le rôle de Mary Lee Johnston dans Precious (Precious: Based on the Novel 'Push' by Sapphire)
  - Anna Kendrick pour le rôle de Natalie Keener dans In the Air (Up in the Air)

### Meilleure distribution
(ex æquo)
- Precious (Precious: Based on the Novel 'Push' by Sapphire)
- Star Trek
  - A Serious Man

### Réalisateur le plus prometteur
- Neill Blomkamp pour District 9

### Meilleur scénario
- A Serious Man - Ethan et Joel Coen
  - Démineurs (The Hurt Locker) – Mark Boal

### Meilleure photographie
- Démineurs (The Hurt Locker) – Barry Ackroyd
  - A Serious Man – Roger Deakins

### Meilleur montage
- Démineurs (The Hurt Locker) – Bob Murawski et Chris Innis
  - A Serious Man – Roderick Jaynes

### Meilleure utilisation de musique dans un film
- Crazy Heart

### Meilleur film en langue étrangère
- L'Heure d'été •  France

### Meilleur film d'animation
- Là-haut (Up)
  - Fantastic Mr. Fox

### Meilleur film documentaire
- The Cove